# Entamoeba suis
Entamoeba suis – gatunek pełzaka należącego do typu Amoebozoa. Wyizolowany od świń, morfologicznie bardzo podobny do Entamoeba polecki. Nazwa E. suis często była uznawana za synonim E. polecki.
E. suis wytwarza cysty kształtu kulistego o średnicy 9,5 – 15,5 μm. Cysty zawierają pojedyncze jądro.